# خطاب حالة الاتحاد (الاتحاد الأوروبي)

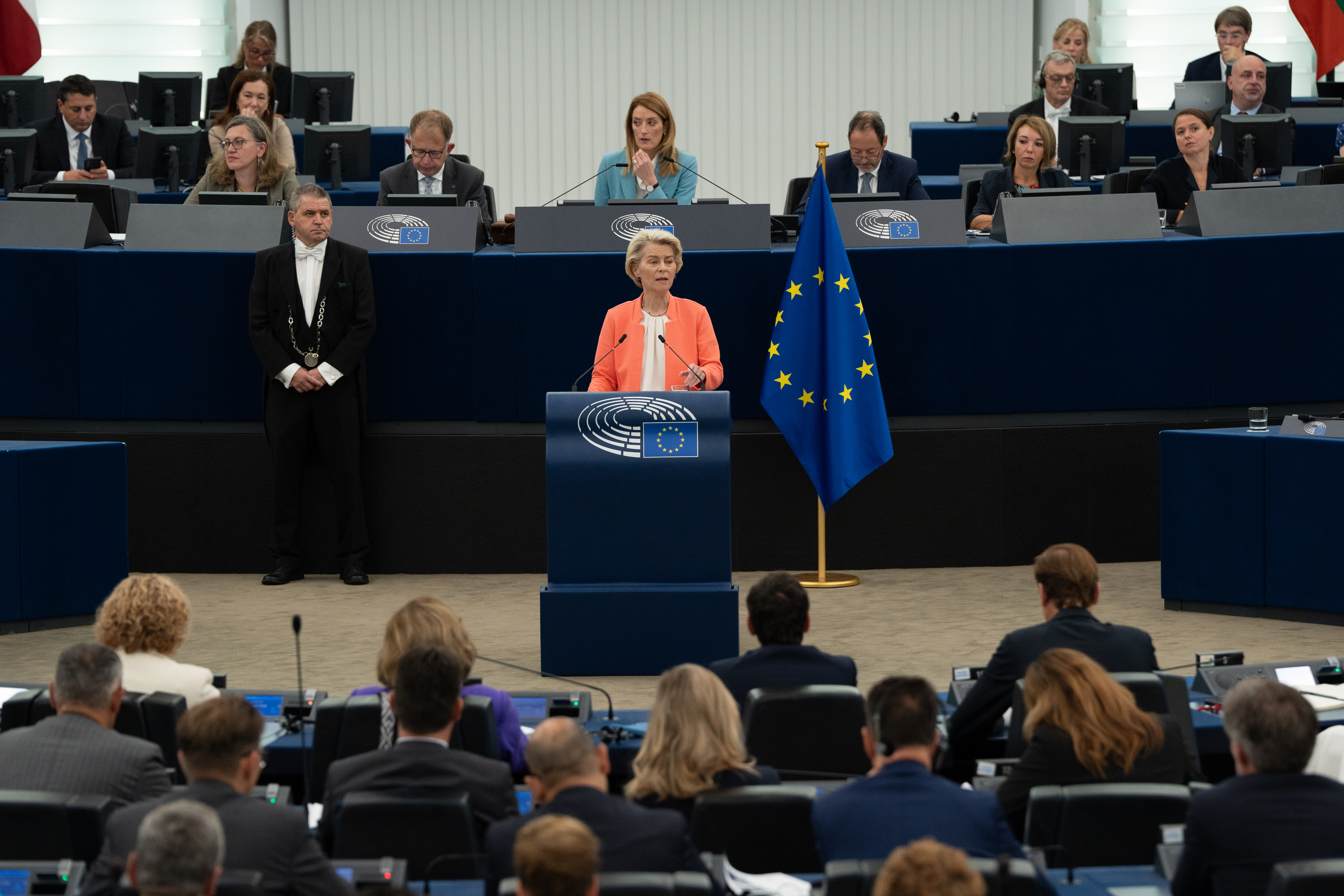
أورسولا فون دير لاين تلقي خطاب حالة الاتحاد لعام 2023 في ستراسبورغ. وخلفها مباشرة، رئيسة البرلمان الأوروبي، روبرتا ميتسولا.

خطاب حالة الاتحاد، المعروف أيضًا باسم خطاب حالة الاتحاد الأوروبي   هو الخطاب السنوي الذي يلقيه رئيس المفوضية الأوروبية في الجلسة العامة للبرلمان الأوروبي في سبتمبر. وقد أُنشئ خطاب حالة الاتحاد للاتحاد الأوروبي بموجب معاهدة لشبونة (مع اتفاقية إطارية لعام 2010 بشأن العلاقات بين البرلمان الأوروبي والمفوضية الأوروبية - الملحق الرابع (5))، بهدف جعل الحياة السياسية للاتحاد أكثر ديمقراطية وشفافية مما كانت عليه في السابق.
وتنص اتفاقية الإطار أيضًا على أن يُرسل رئيس المفوضية الأوروبية خطاب نوايا إلى رئيس البرلمان الأوروبي ورئاسة مجلس الاتحاد الأوروبي يُحدد فيه بالتفصيل الإجراءات التي تعتزم المفوضية الأوروبية اتخاذها من خلال التشريعات والمبادرات الأخرى حتى نهاية العام التالي. ويتبع الخطاب مناقشة عامة حول الوضع السياسي للاتحاد، وهو ما يُسمى بمناقشة حالة الاتحاد.

## تاريخ

### خوسيه مانويل باروسو
ألقى خوسيه مانويل باروسو أول خطاب عن حالة الاتحاد للاتحاد الأوروبي في 7 سبتمبر 2010.   حيث تناول بشكل رئيسي الوضع الاقتصادي وقضايا البطالة؛
| « | إن التوقعات الاقتصادية في الاتحاد الأوروبي اليوم أفضل مما كانت عليه قبل عام، ويعود الفضل في ذلك بشكل رئيسي إلى جهودنا الحثيثة. يتسارع التعافي، وإن كان متفاوتًا داخل الاتحاد. وسيكون النمو هذا العام أعلى من المتوقع في البداية. أما معدل البطالة، وإن كان لا يزال مرتفعًا للغاية، فقد توقف عن الارتفاع. ومن الواضح أن حالة عدم اليقين والمخاطر لا تزال قائمة، لا سيما خارج الاتحاد الأوروبي. | » |

وفي خطابه الثاني، في 28 سبتمبر 2011، دعا باروسو إلى إصدار سندات لمنطقة اليورو وفرض ضريبة على المعاملات المالية لوقف أزمة منطقة اليورو، وعارض الاقتراح الفرنسي الألماني بإنشاء حكومة اقتصادية مشتركة بين الحكومات لمنطقة اليورو ــ مؤكداً أن هذا الدور يقع على عاتق المفوضية؛
| « | لكي تتمتع منطقة اليورو بالمصداقية - وهذه ليست رسالة الفيدراليين فحسب، بل رسالة الأسواق أيضًا - نحتاج إلى نهج جماعي حقيقي. نحتاج إلى دمج منطقة اليورو بشكل حقيقي، ونحتاج إلى استكمال الاتحاد النقدي باتحاد اقتصادي حقيقي. | » |

وفي خطابه الثالث، في الثاني عشر من سبتمبر 2012، دعا باروسو إلى "اتفاق حاسم لاستكمال الاتحاد الاقتصادي والنقدي"، وهو ما كان يعني به معاهدة أوروبية جديدة "للتحرك نحو اتحاد الدول القومية"، قبل الانتخابات البرلمانية الأوروبية في عام 2014.
كما أقر بضرورة إجراء "نقاش جاد بين مواطني أوروبا حول الطريق إلى الأمام"، داعيا بشكل خاص إلى تعبئة جميع القوى المؤيدة لأوروبا ضد الأجندة المناهضة لأوروبا "الشعبوية والقومية".

### جان كلود يونكر
شهد التاسع من سبتمبر 2015 أول خطاب لجان كلود يونكر، وكان عنوانه "حان وقت الصدق والوحدة والتضامن"، وافتتح بـ"ضرورة العمل كاتحاد" لمعالجة أزمة اللاجئين.
| « | لا يوجد ما يكفي من أوروبا في هذا الاتحاد. ولا يوجد ما يكفي من الاتحاد في هذا الاتحاد. | » |

استخدم يونكر خطابه عن حالة الاتحاد لعام 2017 للدعوة إلى "سوق موحدة أقوى".
كان عنوان خطاب يونكر في عام 2018 هو "ساعة السيادة الأوروبية". 

### أورسولا فون دير لاين
في عام 2020، فيما يتعلق بخروج بريطانيا من الاتحاد الأوروبي، أعادت أورسولا فون دير لاين التأكيد على أن اتفاقية الانسحاب هي اتفاقية طلاق متفق عليها ومصدق عليها:
| « | لا يُمكن تعديلها (الاتفاقية) أو تجاهلها أو تأديبها من جانب واحد. هذه مسألة قانون وثقة وحسن نية. | » |

وألقت خطابها الثاني في 15 سبتمبر 2021:
اليوم، ورغم كل الانتقادات، تُعدّ أوروبا من روّاد العالم. أكثر من 70% من البالغين في الاتحاد الأوروبي مُلقّحون بالكامل. كنا الوحيدين الذين تقاسمنا نصف إنتاجنا من اللقاحات مع بقية العالم. سلّمنا أكثر من 700 مليون جرعة للشعب الأوروبي، وسلّمنا أكثر من 700 مليون جرعة أخرى لبقية العالم، أي إلى أكثر من 130 دولة. نحن المنطقة الوحيدة في العالم التي حقّقت ذلك.

الجائحة أشبه بسباق ماراثون، وليست سباقًا قصيرًا.

## قراءة إضافية
- Poptcheva، Eva-Maria (9 سبتمبر 2017). "The 2017 State of the Union debate in the European Parliament". European Parliamentary Research Service. مؤرشف من الأصل في 2023-12-24. اطلع عليه بتاريخ 2017-09-11.

- الموقع الرسمي لخطاب حالة الاتحاد الأوروبي